# Julian Giacomelli
Julian Giacomelli (1990) è un ex sciatore alpino italiano naturalizzato tedesco nel 2010.

## Biografia
Giacomelli, attivo in gare FIS dal dicembre del 2005, ha gareggiato prevalentemente in Coppa Europa, dove ha esordito il 25 gennaio 2008 a Sarentino in supergigante (48º), ha ottenuto il miglior piazzamento il 27 gennaio 2012 ad Altenmarkt-Zauchensee in discesa libera (36º) e ha disputato l'ultima gara il 24 gennaio 2013 a Val-d'Isère in supergigante, senza completare la prova. Si è ritirato durante quella stessa stagione 2012-2013 e la sua ultima gara in carriera è stata il supergigante FIS disputato il giorno successivo nella medesima località, dove Giacomelli si è piazzato 48º; non ha debuttato in Coppa del Mondo né preso parte a rassegne olimpiche o iridate

## Palmarès

### Campionati tedeschi
- 1 medaglia:
  - 1 argenti (supercombinata nel 2012)